# 科尼斯伯勒城堡
科尼斯伯勒城堡（英語：Conisbrough Castle）是一個位於英格蘭南約克郡科尼斯伯勒的中世紀城堡，始建於11世紀，由薩里伯爵William de Warenne興建。至16世紀時，科尼斯伯勒城堡已變為廢墟。至19世紀末期，科尼斯伯勒城堡已成為觀光景點。現在科尼斯伯勒城堡由唐卡斯特市議會和英格蘭遺產所有。